# Кароглан, Младен
Мла́ден Ка́роглан (хорв. Mladen Karoglan; род. 2 июня 1964, Имотски) — хорватский футболист, нападающий.
Несколько лет выступал за португальский клуб «Брага». Играл против московского «Локомотива» в Кубке обладателей кубков сезона 1998/99. В домашнем матче забил в ворота железнодорожников гол, принеся «Браге» победу со счётом 1:0. Но, благодаря победе на своём поле (3:1), в следующий раунд прошёл «Локомотив».